# Karen Scavotto
Karen Scavotto, född 17 april 1982, är en amerikansk bågskytt. Hon deltog vid olympiska sommarspelen 2000.